# Osmoxylon lineare
Espèce
Osmoxylon lineare est une espèce de plantes à fleurs de la famille des Araliacées originaire des Philippines.